# 101781 Gojira
101781 Gojira este o planetă minoră (asteroid), cu un diametru de 4,406 km, din centura de asteroizi. A fost descoperită pe 14 aprilie 1999 la Goodricke-Pigott Observatory⁠(d) de Roy A. Tucker⁠(d) și a fost numită după Godzilla. 
Obiectul prezintă o orbită caracterizată de o semiaxă mare de 2,5388764657774 UAi, o excentricitate de 0,14, o înclinație de 15,3 ° în raport cu ecliptica.